# St. Leonhard (Gabelbachergreut)

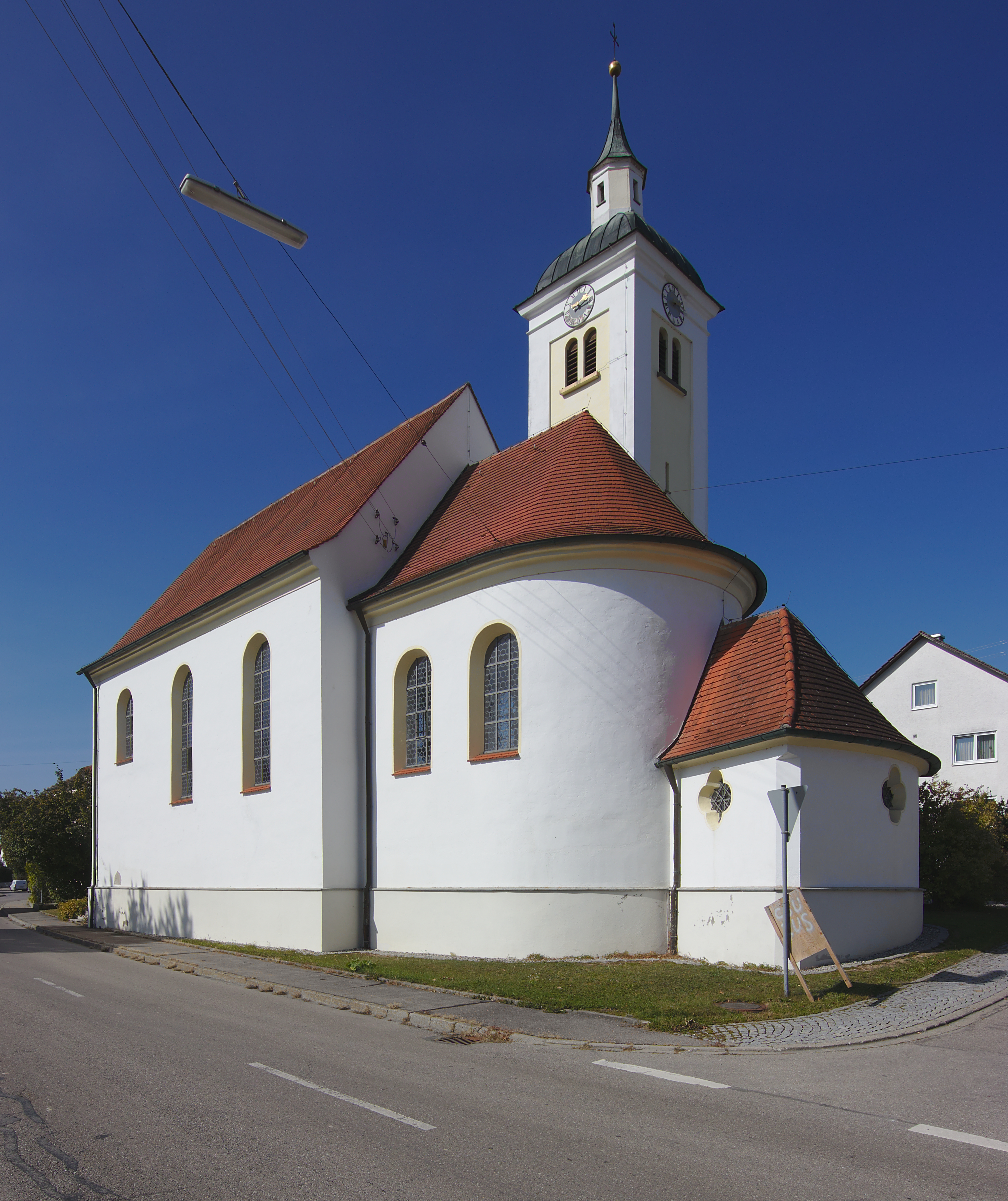
St. Leonhard in Gabelbachergreut

Die römisch-katholische Kuratiekirche St. Leonhard steht in Gabelbachergreut, einem Gemeindeteil von Zusmarshausen im schwäbischen Landkreis Augsburg von Bayern. Das Bauwerk ist in der Liste der Baudenkmäler in Zusmarshausen als Baudenkmal unter der Nr. D-7-72-223-44 eingetragen.

## Beschreibung
Die Saalkirche wurde 1737 nach Plänen von Johann Benedikt Ettl erbaut. Sie besteht aus einem Langhaus mit drei Jochen, einem eingezogenen, halbrund geschlossenen Chor mit zwei Jochen im Osten, die mit Bogenfenstern gegliedert sind. Der Chorflankenturm, der im Kern aus dem frühen 16. Jahrhundert stammt, steht an der Nordwand. Sein oberstes Geschoss beherbergt hinter den als Biforien gestalteten Klangarkaden den Glockenstuhl mit drei Kirchenglocken. Darauf sitzt eine Glockenhaube, die von einer Laterne gekrönt ist. Die Sakristei befindet sich am Ende des Chors.
Der Innenraum des Langhauses ist mit einem Stichkappengewölbe überspannt, der des Chors hat einen korbbogigen Querschnitt. Der Stuck im Innenraum des Chors wurde um 1737/38 von Ignaz Finsterwalder angefertigt. Der Chorbogen ist mit Bandelwerk gerahmt. Die Deckenmalereien im Chor zeigen die Aufnahme Mariens in den Himmel. Das Altarretabel des Hochaltars wurde um 1870 mit der Kreuzigung bemalt. Im Altarauszug ist die Trinität dargestellt. Der Volksaltar wurde 1996 aufgestellt. Die Orgel mit 10 Registern, einem Manual und einem Pedal wurde 1994 von Siegfried Schmid gebaut.